# 야마다 후시기
야마다 후시기(일본어: 山田 ふしぎ, 1959년 11월 11일 ~ )는 일본의 여성 성우, 사이언스 라이터. 본명과 구 예명은 야마다 쿄코. 도쿄도 후추시 출신. 도쿄 이과대학 졸업. 81프로듀스 소속.

## 출연 작품
- 2020 우주의 원더키디 - 코보트
- 기동무투전 G건담 - 호이
- 날아라 호빵맨 - 호빵맨(파일럿 판)
- 도라에몽 - 쟈이코(대역),몽구,아기고양이,레프리코코
- 마루코는 아홉살 - 니시무라 타카시
- 맹렬 아타로 - 키쿠치요,킨지로
- 명탐정 코난 - 구관조(865화 엑스트라),나인
- 미소녀 전사 세일러 문 R - 기린 짱
- 스크라이드 - 테라다 아키라
- 실바니안 패밀리(2007년) - 곰 소년
- 울트라맨 키즈 엄마찾아 3000만 광년 - 마
- 울트라맨 가이아 - 기괴생명 딘츠,기괴생명 마더딘츠
- 전자전대 메가레인저 VS 카레인저 - 피코토
- 침푸이 - 바부바부,엘리E,마루 성인,아이,아츠시
- 키테레츠 대백과 - 지로,아로호의 동생,코타로,메구미,마메고로(2대)
- 태고의 달인 - 와다 동,와다 카츠
- 포켓몬스터 AG - 정인